# جمان (المخادر)

تعديل مصدري - تعديل

جمان محلة تابعة لقرية السهيلة، التابعة لعزلة المعشار بمديرية المخادر إحدى مديريات محافظة إب في الجمهورية اليمنية، بلغ تعداد سكانها 88 حسب تعداد اليمن لعام 2004.